# 髙橋晃大
髙橋 晃大 （たかはし あきひろ、2005年9月5日 -）は、日本オセロ連盟認定九段。大阪府堺市出身。名字の「髙」の字は「はしご高」であり、著書では髙の字を使用しているが、常用漢字体の「高」の字が使われることもある。

## 経歴
2015年、小学4年生の時にオセロを始める。
2017年の「オセロ小学生グランプリ」で優勝し、同年の第41回世界オセロ選手権ではユースの部で優勝。同大会の無差別の部では高梨悠介九段に敗れ準優勝だった。
2019年の名人戦・王座戦でそれぞれ優勝し、名人戦ではメジャー大会最年少優勝を達成。そして同年の第43回世界オセロ選手権で初優勝を果たした。前々回（第41回、2017年）の決勝でも対決した高梨九段との対決となり、優勝を勝ち取った。
2022年に行われた第15期オセロ王座戦で優勝したことにより、最年少九段昇段（16歳10ヶ月）の記録を塗り替えた。

## 人物
堺市立原山台東小学校、堺市立原山台中学校出身、大阪府立三国丘高校卒業。小学校の卒業式では「オセロの世界チャンピオンになって普及活動をする」と宣言したという。
高校受験の際、立志館ゼミナールに通っていた。
序盤から隙のないオセロを打ち、終盤の読み切りの速さで相手のミスを誘って逆転する棋風。
オセロをプレイする際には、オレンジジュースを飲む。これが話題を呼び、オセロ小学生グランプリ2021の決勝大会では、オレンジジュースを製造するキリンビバレッジが大会の協賛企業となった。
座右の銘は、「最後まであきらめない」。

## メディアへの出演
- 天才キッズ全員集合〜君ならデキる!!〜 (テレビ朝日系、2017年10月16日、12月4日他)
- VOICE (毎日放送、2017年12月21日)
- JNNニュース (JNN系、2018年1月12日)
- やさしいニュース (テレビ大阪、2018年10月23日)
- 朝生ワイド す・またん! (読売テレビ)

## 著書
- 髙橋晃大のオセロ必勝手筋100（2019年10月31日、マイナビ出版）ISBN 978-4-8399-6936-3